# Мэлло
Мэлло (яп. メロ Мэро), настоящее имя Михаэль Кэль (яп. ミハエル・ケール Михаэру Кэру) — герой аниме и манги «Тетрадь смерти», один из кандидатов на роль преемника «L». Как у L и Ниа, у него есть своя странная особенность — он всегда ест шоколад. Но Мэлло обладает более импульсивным характером и неумением полностью обдумать свои действия, в отличие от L и Ниа, что приносит ему немало бед. Но в основном он так же является одарённым и способен занять место L, несмотря на его склонность к преступности.

## Детство
Как и L, вырос в Доме Вамми (в приюте Ватари для одаренных детей), в Винчестере, Англии. Там же вырос и Ниа. После смерти L, который так и не определил своего единственного преемника, уступает право быть им Ниа, а сам сбегает из приюта. Через 4 года становится известно, что он подался в мафию и параллельно с Ниа ведёт поиск Киры.

## Характер
Ведет себя очень эмоционально и импульсивно, что часто создает для него проблемы. Но тем не менее, обладает весьма высокими интеллектуальными способностями.
В отличие от Ниа, способен быстро думать и находить самый оптимальный выход из экстремальных ситуаций. Чрезвычайно самоуверен, что порой оборачивается против него.
Живёт по принципу «Цель оправдывает средства», не остановится ни перед чем, чтобы найти и убить Киру.

### Мэлло иНиа
Будучи одним из претендентов на роль преемника L, Мэлло всегда боролся с Ниа за звание лучшего, из-за этого и ненавидит его. Мэлло не нравится хладнокровие Ниа и его спокойная манера вести расследования. Сам Мэлло предпочитает агрессивные и авантюрные способы для поисков Киры.

### Мэлло иL
Согласно специальному тому манги, L выбрал Мэлло и Ниа кандидатами в свои преемники потому, что только они вдвоём не задавали ему вопросов во время видеоконференции с ним.
Подобно тому, как L обожает сладкое, Мэлло не может жить без шоколада, поэтому съедает в день не менее одной плитки.
Также, как и L, готов на рискованные мероприятия, для достижения своей цели. Но если L следовал пусть и не закону, который часто нарушал (похищал людей, незаконно следил за подозреваемыми), но какому-то кодексу порядочности и справедливости, то Мэлло вовсе не связан какими-то моральными нормами и ради поимки Киры и победы над Ниа готов на всё: работать на мафию, похищать и убивать людей.
Мэлло считал L близким человеком и возможно даже другом. Смерть L возбудила в Мэлло ненависть к Кире. Хотя ни в аниме, ни в манге, прямо не указывалось отношения Мэлло с L, значимость их отношений доказывает смерть Мэлло во имя мести.

### Мэлло иКира
Мэлло считает Киру жалким убийцей, к которому волей случая попала Тетрадь смерти — идеальное оружие. Из-за этого жалкого маньяка погиб великий L. За такую глупую и преждевременную смерть величайшего сыщика Мэлло ненавидит Киру, и дело его поимки стало для него целью жизни не только чтобы отомстить за смерть L, но и обойти своего вечного соперника Ниа.

### Мэлло иМэтт
Мэлло считал Мэтта (настоящее имя Майл Дживас) своим единственным другом ещё со времен Вамми-хауса. Мэтт покинул приют сразу за Мэлло и спустя 4 года примкнул к нему, неоднократно помогал Мэлло, с помощью своих хакерских навыков. Мэтт терпит вспыльчивый характер Мэлло, а тот — его беспрестанное курение и любовь к играм на PSP.

## Борьба против Киры
С самого начала, как только Мэлло узнал, что L убит Кирой, решает отомстить, чего бы это ему не стоило. L был для него авторитетом, он всегда стремился быть похожим на него и надеялся, что L сделает его своим преемником. Однако после смерти L оказывается, что тот не сказал, кто же займёт его место, поэтому Роджер (заместитель Ватари и воспитатель из Дома Вамми) предлагает объединиться Мэлло и Ниа, на что Мэлло отвечает, что не собирается этого делать (они с Ниа всегда соревновались, кроме того Мэлло раздражало постоянное спокойствие и хладнокровие Ниа).
Уйдя из приюта, приступает к самостоятельному расследованию дела Киры, больше полагаясь на свою интуицию, чем на интеллект. Также действовал, не задумываясь о последствиях, следуя порывам мести, похищал людей и не ценил человеческих жизней. Получает Тетрадь смерти, обменяв её на похищенную сестру Лайта. За этой тетрадью, своей собственностью, прилетает бог Смерти Сидо, который рассказал Мэлло о фальшивых правилах и узнаёт у него о вкусном шоколаде. Лайт находит Мэлло и его преступную банду, с помощью Мисы и её Глаз Бога Смерти. Когда же Лайт с командой японских детективов решает вернуть тетрадь, Мэлло взрывает себя вместе с ними, после чего умирает отец Лайта, а половину лица Мэлло уродует ужасный ожог. Но и это не останавливает его. Решив похитить японскую телезвезду Киёоми Такада, которая по совместительству является человеком, осуществляющим связь между Первым Кирой и X-Кирой (Тэру Миками), умирает от сердечного приступа (Киёми Такада записала его имя, которое ей сказал Кира (Ягами Лайт), на листе, вырванном из Тетради Смерти). Также умирает и его единственный лучший друг Мэтт, прикрывая действия Мэлло и отвлекая на себя внимание всех охранников телеведущей, которые в итоге окружили его и расстреляли.
Но несмотря на видимое поражение, Мэлло не проиграл. Все действия, которые остальные считали безрассудными, оказались планом Мэлло. И даже ненавидя Ниа, в итоге он ему помог. Благодаря его смерти Ниа понимает, какая же из всех Тетрадей смерти является настоящей.. Мэлло с самого начала понимал, на что он идёт, и что в результате умрёт или он, или Ниа, и он жертвует собой ради него и ради наказания убийцы L.

## Death Note Another Note: The Los Angeles BB Murder Cases
В книге, являющейся приквелом к манге и аниме «Тетрадь смерти», Мэлло является рассказчиком. По сюжету эта книга является предсмертным посланием Мэлло миру, в котором он рассказывает о серии жестоких убийств, совершёные серийным убийцей, известным под именем ББ, также одним из воспитанников Дома Вамми. Эти убийства расследуются L и Наоми Мисорой.
Мэлло доказывает своим рассказом как он был близко знаком с L. По словам Мэлло, он даже лично встречался с сыщиком.
Мэлло говорит, что восхищается Бейондом Бёздеем, и считает, что он также противостоит Ниа, как маньяк ББ детективу L.
Также он вскользь упоминает о двух других делах великого детектива, которые тот ему рассказал. Одно из них это соревнование с сыщиками Коилом и Денёвом в расследование дело об биотерроризме, в котором L победил и как приз, забрал себе имена детективов. Также в этом деле появляются X, Y, Z — другие воспитанники приюта Ватари.
Другое дело — о Манчестерском Подрывнике. Причём это было самое первое дело великого L.

## Михаэль Кэль в 13 томе манги
В 13 томе манги приведены официальные данные персонажа — интеллект: 7, активность: 10, мотивация: 8, креативность: 7, социальность: 9, комплекс неполноценности: 8.
Кроме того, там описано, что у Мэлло «отличный ум», и что он «иногда позволяет своим эмоциям стать на его пути». Подчёркивается ненависть Мэлло к Ниа, которая создала «изъян в личности [Мэлло]». Обата указывает на то, что зависть и ненависть Мэлло к Ниа были только однонаправленными, и что Ниа честно нравился Мэлло.. Авторы говорят, что Мэлло не является чистым злом, ссылаясь на его настоящую заботу о благополучии Мэтта и сожаления о его смерти. Цугуми Оба, заявил, что создание Мэлло было самым сложным. Оба добавил, что за именем Мэлло ничего не стоит.
Дополнительно Мэлло описан, как более сильным и человечный со шрамом..

## Создание и дизайн персонажа
Оба сказал, что были введены два наследника L, потому что сам L в одиночку не смог победить Киру. Оба чувствовал, что новый персонаж, если он будет один, просто повторит борьбу между Лайтом и L, поэтому он решил написать сюжет о противостоянии трёх «бойцов». Оба сказал, что позволил Такэси Обате, художнику манги, создать образы персонажей и попросил его, чтобы персонажи выглядели немного похожими на L. Оба сказал, что колебался по поводу их возраста и считал, что делает сыновей L. Оба добавил, что изначально не развивал их личности, так как он хотел, чтобы персонажи раскрылись через свои действия..
Оба сказал, что добавил шоколад к образу Мэлло, потому что считал, что шоколадки «представляют все сладости», и что это будет соответствовать сюжетной линии в Соединенных Штатах. Оба сказал, что понял, что эта черта будет полезной из-за привычки Мэлло отбрасывать упаковку шоколадки и что он добавил шрам Мэлло на эскизы, так как это даст персонажу больше особенностей..
Кроме того, Оба писал, что первоначально он предполагал Мэлло как персонажа, который победит Лайта. После исчезновения Сидо у автора появилось напряжение с ролью Мэлло в сюжете. Идея Обы о победе Мэлло над Лайтом и Ниа была, по признанию писателя, лучшей, что была у него, но как только Мэлло узнал слишком много о Тетради смерти автор должен был убить его, чтобы поддерживать интенсивность истории. В результате, Оба не дал Мэлло большой роли в концовки манги, а вместо этого Мэлло повлиял на проигрыш Лайта лишь косвенно. Оба дал Мэлло очень простую смерть, изображенную всего на одной панели;. Он чувствовал, что если Мэлло погибнет драматично, то это раскроет правду о его смерти раньше нужного..
Обата заявил, что после пожелания Обы, чтобы Ниа и Мэлло включали мало L, он старался держать «странность и глаз панды». Он также добавил, что поскольку L был важным персонажем, он чувствовал, что сделал Ниа и Мэлло слишком похожими на L. Он описал дизайн персонажей, как главную трудность в работе. Обата вспоминает что, когда впервые услышал о Ниа и Мэлло, он предполагал, что они объединятся в команду и будут работать вместе, так что он представлял их себе как близнецов, когда придумывал дизайн персонажей. Обата сказал, что сначала попытался изобразить Мэлло, поскольку у него «больше энергии, чем у Ниа». Сначала у Мэлло был прямой пробор; потом он предпочел сделать прическу Мэлло беспорядочной. Обата признался, что он почувствовал благодарность, когда Оба добавил шрам, так как он чувствовал, что так Мэлло выглядел круче.. Обата заявил, что ему стало грустно, когда Мэлло погиб в вскоре после этого. Художник добавил, что создал одежду Мэлло, основанную на той, что ему нравится, то есть одежду, которую он любит рисовать, а не ту, которую он любит носить. Художнику нравится рисовать блестящую кожу. В тот момент, когда создавал страницы появлением у Мэлло его шрама, он «наконец-то [чувствовал, что сможет нарисовать Мэлло] очень хорошо». Обата добавил, что хорошо, что они с Обой встречались нерегулярно, потому что если бы Обата сказал Обе о своём удовольствии в связи с новыми появлениями Мэлло, то Оба, возможно, не убил бы Мэлло.
Обата сказал, что образы персонажей стали меняться на этапе проектирования; Мэлло имел дизайн Ниа и наоборот. Обата заявил, что, когда он создал изображения персонажей, его редактор перепутал подписи к наброскам; когда Обата получил одобрение, то он уже не мог сказать, что подписи были неправильными. Обата заявил, что для него Мэлло был «более спокойным и женственным». Он чувствовал, что все же «лучше» было бы поменять их..

## Восприятие публикой и отзывы критиков
Рецензент Anime News Network Тарон Мартин считает, что замена L на двух его суррогатов является одной из причин «провисания» второй части сюжета. Ученики L, каждому из которых досталось часть качеств своего предшественника — эмоциональная сторона и любовь к сладостям (шоколаду) у Мэлло и нелюдимость и аналитические способности Ниа, не могут заменить великого детектива.
В другом обзоре того же ресурса, за авторством Брианы Лоуренс, высказывается мысль, что введение целых двух противников было интересным ходом, но проблема в том, что Ниа и Мэлло рассматриваются как части L, раз за разом напоминая, что Кира продолжает свою битву с детективом. «Зачем», — спрашивает рецензент, — «видеть это снова, если мы уже видели как Лайт победил?» И заключает, что Ниа и Мэлло, может быть, воспринимались бы лучше, если бы не рассматривались как разные части L.
Джулия Розато из Mania Entertainment в своём обзоре 7-го тома манги отмечает, что введение двух новых противников является интересным поворотом сюжета и предвидит изменения по сравнению боя один на один в первой части манги.
«Рецензент из IGN Том С.Пеприум, рецензируя эпизод „Преступное намерение“, критикует, что смерть Мэлло произошла закадром, и что он чувствует, что ученик L заслуживает большего. По его словам, одновременное появление Мэлло и Ниа обещало острое соперничество и конкуренцию между ними, но в какой-то момент Оба просто отказался от Мэлло. В то время как он является важным действующим лицом, Мэлло практически отсутствует в кадре.»""
Кэйси Бринза, в своём обзоре романа «Death Note: Another Note, the Los Angeles BB Murder Cases» хвалит роль Мэлло как рассказчика, комментируя, что его манера повествовать помогает книге приобретать черты классического детективного романа.